# Сейнт Клеър (окръг, Алабама)
Вижте пояснителната страница за други значения на Сейнт Клеър.
Окръг Сейнт Клеър (на английски: St. Clair County) е окръг в щата Алабама, Съединени американски щати. Площта му е 1694 km², а населението – 91 103 души (1 април 2020). Административни центрове са градете Ашвил и Пел Сити.